# Most Allenby’ego
Most Allenby’ego (hebr. גשר אלנבי, Geszer Allenbi), most Króla Husajna (arab. جسر الملك حسين, Dżisr al-Malik Husajn) – most, który umożliwia przekroczenie rzeki Jordan i łączy miasto Jerycho na Zachodnim Brzegu (palestyńskie terytorium okupowane przez Izrael) z Jordanią. Most jest przeznaczony do komunikacji samochodowej i pieszej.
Znajduje się tutaj przejście graniczne wyznaczone jako punkt przekraczania granicy przez Palestyńczyków podróżujących pomiędzy Zachodnim Brzegiem a Jordanią.

## Historia

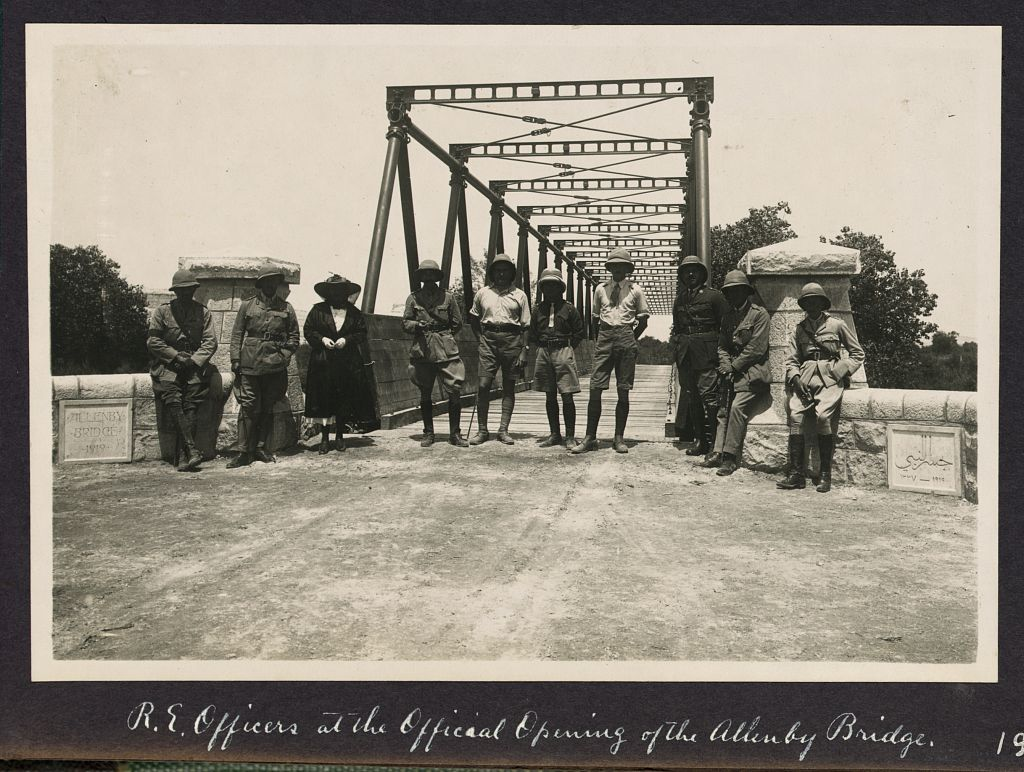
Oficjalne otwarcie mostu Allenby’ego, 1918

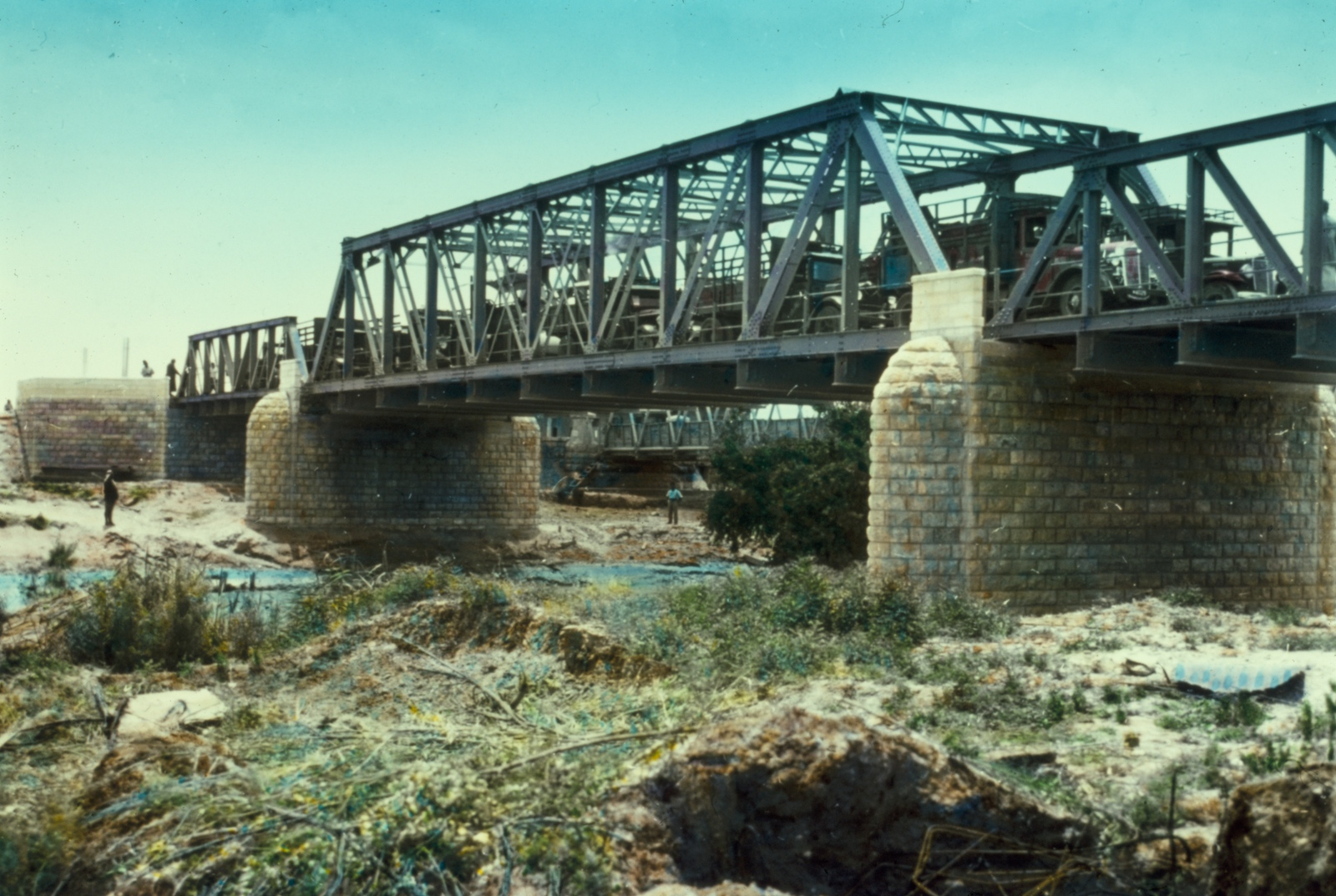
Nowy most Allenby’ego, w tle widoczny stary most

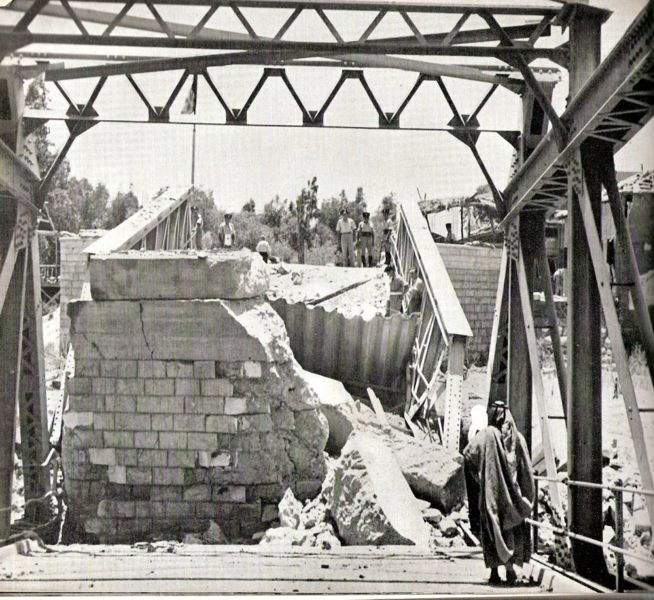
Most Allenby’ego wysadzony przez Palmach, 1946

Badania i wykopaliska archeologiczne wykazały, że w czasach starożytnych wschodni brzeg rzeki Jordan był bardziej zaludniony niż zachodni. Wynikało to w głównej mierze z faktu większej liczby źródeł wody po wschodniej stronie Jordanu. Niemniej jednak, wschodni i zachodni brzeg rzeki zawsze były powiązane z sobą przez szlaki handlowe, które łączyły porty na wybrzeżu Morza Śródziemnego z Damaszkiem. Rzeka Jordan zawsze była stosunkowo łatwa do przekroczenia, ponieważ posiada ona czterdzieści pięć naturalnych brodów. Człowiek jednak zawsze dążył do stworzenia możliwości przekraczania rzeki suchą nogą. Pierwszymi, którzy wybudowali mosty na rzece Jordan byli Rzymianie. Zachowały się pozostałości kilku starożytnych mostów pochodzących z około I-III wieku. Jeden z tych mostów znajdował się na wschód od miasta Jerycho. Był on zawsze najbardziej wykorzystywanym, ponieważ znajdował się na starym szlaku pielgrzymek z Ammanu do Jerozolimy.
W okresie Imperium Osmańskiego wybudowano w miejscu tym drewniany most. Zimą 1896-1897 powódź poważnie uszkodziła most, który następnie zastąpiono nowym. Został on zniszczony przez Turków w 1917, podczas walk brytyjsko-tureckich o Palestynę. W okresie Mandatu Palestyny wybudowano trzy mosty na rzece Jordan. Miały one ułatwić przekraczanie rzeki wojskom brytyjskim. Jednym z tych mostów, był wzniesiony w 1918 most Allenby’ego. Został on nazwany na cześć brytyjskiego generała Edmunda Allenby’ego. Był to stalowy most o konstrukcji kratownicowej, wsparty na murowanych przyczółkach. Powstał on w miejscu dawnego drewnianego mostu tureckiego. W 1927 trzęsienie ziemi poważnie uszkodziło ten most. Dlatego w latach 30. XX wieku Brytyjczycy wybudowali obok starego zupełnie nowy most o dużo większej nośności. Był to stalowy most o konstrukcji kratownicowej, który wspierał się na dwóch filarach z cegły. Most został zniszczony w noc 16 czerwca 1946 przez żydowski oddział Palmach. Brytyjczycy bardzo szybko odbudowali zniszczoną przeprawę. Na samym początku I wojny izraelsko-arabskiej w maju 1948 przez most przeszły jordańskie wojska Legionu Arabskiego. Po wojnie most znalazł się na terytorium Jordanii.
Podczas wojny sześciodniowej w 1967 przez most Allenby’ego przeszły tysiące Palestyńczyków, uciekających do Jordanii przed wojną. Most znajdował się na najkrótszej drodze z Ammanu do Jerozolimy, dlatego Izraelczycy wysadzili go podczas wojny. Pomimo zniszczenia, był on nadal używany przez Arabów uciekających z Zachodniego Brzegu. W 1968 izraelski Korpus Inżynieryjny wzniósł tymczasowy most Baileya. Był to stalowy most kratownicowy, wsparty na murowanych przyczółkach. Umożliwił on wymianę towarową pomiędzy Izraelem a Jordanią. Jordańczycy nazwali go Mostem Króla Husajna, na cześć króla Husajna I, natomiast Palestyńczycy nazwali go Mostem al-Karama.
Po podpisaniu w 1994 traktatu pokojowego izraelsko-jordańskiego nastąpiło otwarcie mostu Allenby’ego dla ograniczonego ruchu granicznego. Stary most jednak nie spełniał wymogów współczesnych czasów, dlatego w 1999 rząd Japonii sfinansował budowę nowego mostu. Jego budowę ukończono w marcu 2001. Jest to żelbetowy most drogowy, który wspiera się na dwóch filarach. Powstał on w sąsiedztwie starego, nieużywanego mostu.